# Willem van Rubroeck
Willem van Rubroeck sau  Guillaume de Rubrouck sau de Rubroeck, în latină Gulielmus de Rubruquis, cunoscut și ca Willem van Ruysbroeck, ori Willielmus de Rubruquis, născut probabil în anii 1210 sau 1220 la Rubrouck (comitatul Flandra, Regatul Franței) și mort, potrivit surselor, în anii 1270 sau după 1293, a fost un franciscan de limbă flamandă, supus și intim al Sfântului Ludovic. 

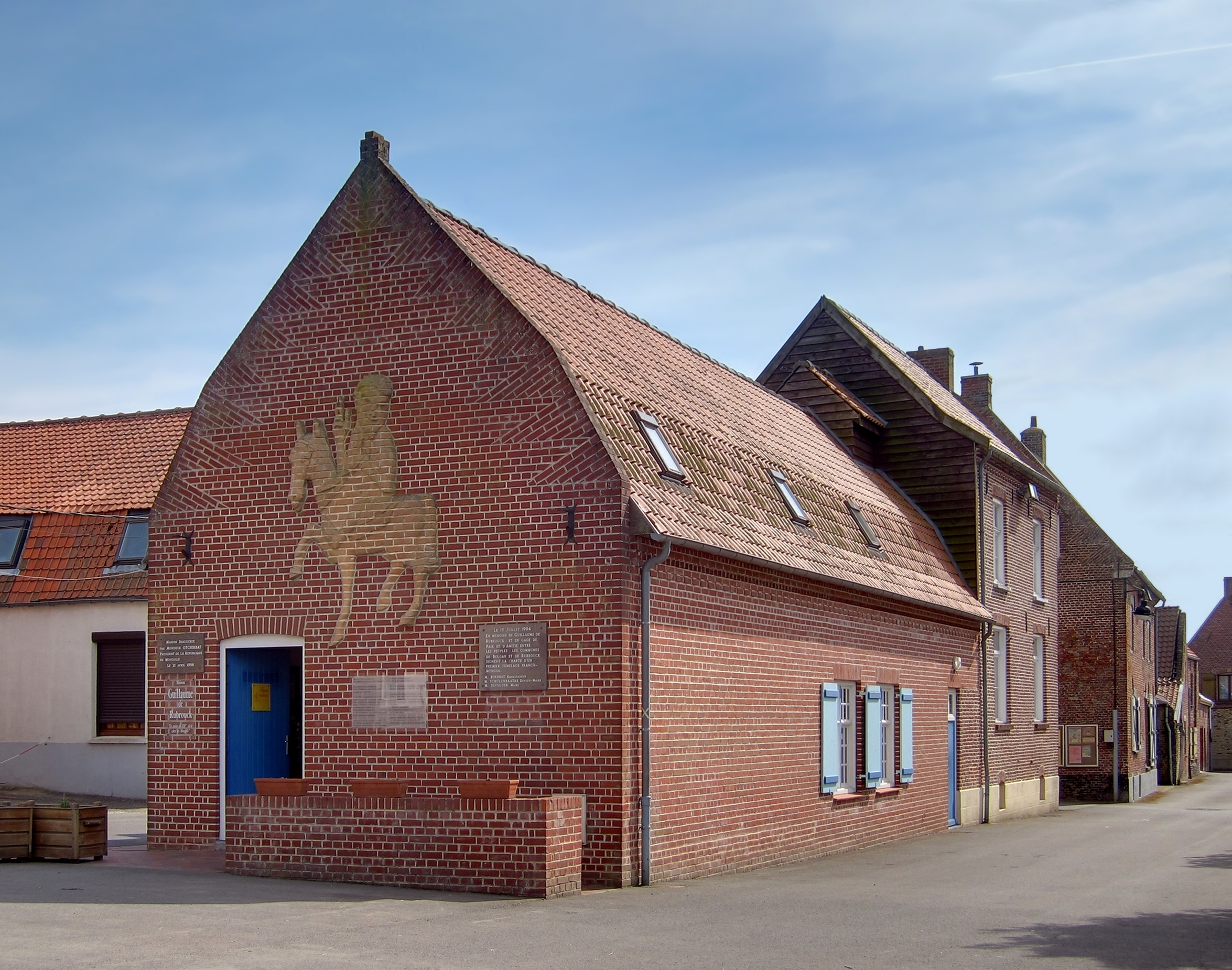
Muzeul dedicat lui Willem van Rubroeck / Guillaume de Rubrouck în localitatea natală, Rubrouck, din nordul Franței.

S-a dus în Mongolia în 1253-1254, precedându-l astfel pe Marco Polo. A vizitat Karakorum, capitala Imperiului despre care a dat câteva descrieri. Neputând, la întoarcere, să ajungă la rege, acesta i-a scris o scrisoare lungă în care relatează călătoria sa în Imperiul Mongol, sursă esențială și mare operă literară, dar care nu avea să cunoască popularitatea cărții lui Marco Polo.

## Primele contacte ale creștinătății cu mongolii

### Contextul geopolitic la mijlocul secolului al XIII-lea
Mongolii lui Ögödei, fiul lui Genghis Han, au cucerit Moscova în 1238, apoi Kievul, în 1240. Au invadat apoi Polonia, au amenințat Viena, au ocupat Zagrebul, nu departe de Adriatica. Vestea morții lui Ögödeï a provocat retragerea căpeteniilor mongole care au plecat, pentru a rezolva problemele de succesiune, în inima Asiei Centrale. 
Întregul Occident a tremurat, dar posibilitățile de înțelegere par mai mari cu popoarele stepelor de cât cu lumea islamică, care a rămas principalul dușman din secolul al XI-lea. Hoardele mongole nu s-au integrat încă în lumea islamică și se știa că ele numărau, în rândul lor, creștini nestorieni. După ruptura cu restul creștinătății, Biserica Nestoriană s-a refugiat, în fapt, în Persia. De acolo, ea a radiat până în Tibet și în China.

### Misiunile lui Giovanni da Pian del Carpine (1244) și ale lui Ascelin de Lombardia
La sfârșitul anului 1244, papa Inocențiu al IV-lea i-a trimis spre Orient, să se întâlnească cu Marele Han, pe franciscanul Giovanni da Pian del Carpine / Jean de Plan Carpin și un dominican cu numele de Ascelin de Lombardia. Plecați din Lyon spre Orient, ei erau purtători ai unor scrisori care reprobau masacrele și distrugerile provocate de mongoli și îi invitau pe căpeteniile lor să reintre pe calea cea dreaptă. 
Noul Mare Han, Güyük, fiu al lui Ögödei, pe care Giovanni da Pian del Carpine a reușit să-l întâlnească aproape de Karakorum, s-a arătat foarte iritat. «Hanul oceanic al întrgului mare popor» i-a răspuns papei Inocențiu al IV-lea că nu are nicio intenție anume să se supună vreunei autorități temporale sau spirituale. Cel mult vrea să-l recunoască pe căpetenia creștinilor drept vasal al său.
Misiunea lui Ascelin la șeful armatelor mongole din Persia nu s-a terminat mai rău. Baidju l-a trimis înapoi pe dominican, dar flancat de doi ambasadori însărcinați să predea Papei o scrisoare care evoca posibilitatea unei alianțe între franci și mongoli. Inocențiu al IV-lea i-a răspuns cu nerăbdare în noiembrie 1245.
Câteva luni mai târziu, Altigidai, comisar mongol în Transcaucazia, i-a propus lui Ludovic al IX-lea o acțiune militară comună. Sfântul Ludovic se afla atunci în Cipru, de unde conducea cea de-A Șaptea Cruciadă. Potrivit planului, armatele france trebuiau să-l rețină pe Sultanul din Cairo în Sud, în timp ce mongolii să atace Califatul de la Bagdad, dinspre nord.

### Misiunea lui André de Longjumeau
În urma contactelor sale cu comisarul mongol Altigidai, Sfântul Ludovic a trimis în Mongolia, în 1249, o delegație condusă dominicanul André de Longjumeau. Când aceasta a ajuns la curte, Güyük tocmai murise. Văduva sa, regenta Oghul Qaimish a primit cu satisfacție cadourile oferite de Sfântul Ludovic, printre care se numărau relicve ale Sfintei Cruci. Ea însăși se baza pe cuvintele trimișilor francezi ca și cum ar veni de la suveranul lor. Dar declarații trufașe însoțesc o invitație adresată Sfântului Ludovic să se considere vasalul mongolilor.
Nu s-au înregistrat progrese de la misiunea lui Plan Carpin. André de Longjumeau a adus însă informații utile, atât despre neutralitatea riguroasă în chestiuni religioase a mongolilor, cât și despre prezența creștinilor nestorieni în înalta administrație și chiar în apropierea tronului. De asemenea, a întâlnit mulți creștini deportați: georgieni, maghiari, cumani, alani...
Sfântul Ludovic a hotărât să trimită în Mongolia o nouă ambasadă. Se spune că mama și mai multe soții ale împăratului Mongku erau creștine. Se mai vorbea și despre Sartaq, un strănepot al lui Genghis Han, care comanda în numele împăratului între Don și Volga. Totul se întâmpla ca și cum întreaga aristocrație a stepelor ar fi pe cale să treacă de partea creștinilor.

## Misiunea lui Willem van Rubroeck

### Plecarea lui Willem (1253)
Willem / Guillaume, originar din Rubrouck, un sat din Flandra franceză, era un frate minor de a doua generație (nu l-a întâlnit pe Francisc de Assisi). L-a întâlnit pe Sfântul Ludovic în Cipru, l-a urmat în Egipt apoi, după captivitatea sa, în Țara Sfântă, unde a putut, fără îndoială, să converseze cu André de Longjumeau în 1251. Pârlit de răspunsul hanului, care îi cerea să se supună formal, regele a preferat să nu dea un caracter prea oficial misiunii lui Willem. De altfel, se pare că și-a propus pentru prima dată scopul de a aduce mângâiere credinței creștinilor deportați de mongoli, în special germanilor despre care îi vorbise André de Longjumeau. Scrisorile pe care regele le-a remis lui Willem conțineau câteva formule de politețe pentru prințul tătar și îl ruga să-i autorizeze pe purtător și pe însoțitorul său, fratele Bartolomeo da Cremona, să rămână în țările pe care le controla „să învețe acolo cuvântul lui Dumnezeu”. Acestea sunt deci scrisori de recomandare, care nu îl vor împiedica pe Guillaume de Rubrouck să fie considerat ambasador de către mongoli. Sfântul Ludovic i-a cerut de asemenea lui Guillaume / Willem să-i facă un raport despre tot ce ar putea să afle despre tătari: expediția îmbrăca astfel un caracter în același timp misionar și geografic.
Povestirea lăsată de Guillaume de Rubrouck / Willem van Rubroeck (Voyage dans l'empire Mongol, Bibliothèque nationale, 1997) este, împreună cu aceea a lui Jean de Plan Carpin, una dintre rarele surse care există despre viața mongolă în secolul al XIII-lea precum și despre efemera capitală a Imperiului, Karakoroum.
După ce au studiat lucrările geografilor Solinus și Isidor din Sevilla, cei doi franciscani au părăsit Constantinopolul la 7 mai 1253. Willem era un flamand robust, în timp ce Bartolomeo, italianul, era mai slab, cu slăbiciuni ale tractului digestiv care îi confereau un ten verzui. Willem suporta mult mai bine dificultățile călătoriei decât tovarășul său, aflat mereu în pragul leșinului de oboseală, disconfort, frig, foame sau greață, cu un stomac incapabil să se adapteze la alimente exotice.

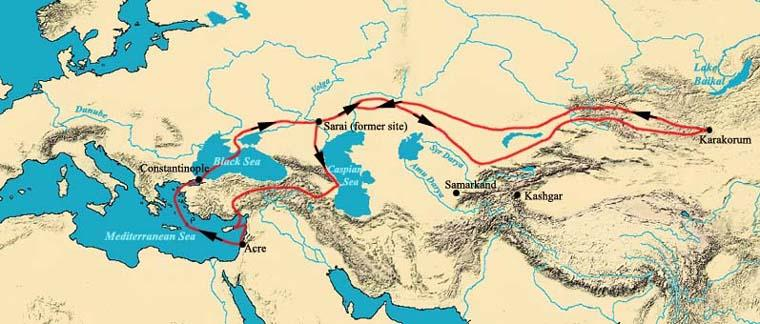
Drumul parcurs de Willem van Rubroeck / Guillaume de Rubrouck (1253-1255)

### Descoperirea lumii tătarilor

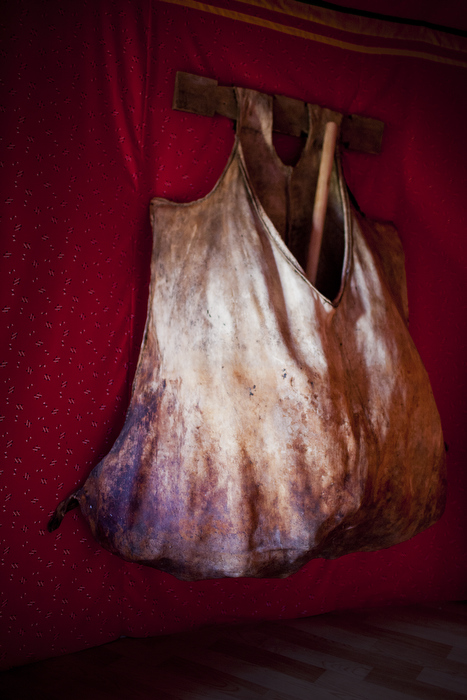
Fermentarea cumâsului într-un sac de piele.

Când au străbătut istmul Perekop și munții Tauridei, Willem și Bartolomeo i-au descoperit pe tătari și aveau impresia că «porțile infernului tocmai s-au închis în spatele lor». Descoperind stepa, Willem descrie o lume «fără pădure, fără munți, fără pietre, acoperită cu o iarbă magnifică». Willem a trebuit să accepte să mănânce hrana acestor «demoni» și să bea o ceașcă de lapte de iapă, cumâsul. De fapt, el s-a obișnuit destul de repede cu modul de viață al mongolilor, ceea ce i-a permis să se arate în continuarea povestirii destul de binevoitor față de ei. 
Prima hoardă pe care a descoperit-o, pe malul răsăritean al Volgăi aproape de vărsare, este cea a lui Batu, un nepot al lui Genghis Han. Hoardă este un cuvânt de origine mongolă, care semnifică „tabără militară”. Locuința căpeteniei se afla în mijlocul taberei, iar fiecare își instala cortul mai aproape sau mai departe de centru, în funcție de locul său în ierahie. Administrată prin reguli autoritare, hoarda era și teatrul unei incredibile colcăieli de popoare diverse și de turme de animale de tot felul. 
Prima întâlnire cu Batu s-a desfășurat în fața întregii curți. Batu era așezat pe un jilț lung, auriu, înălțat cu trei trepte deasupra solului. O trupă de înalți funcționari și de curteni îl înconjurau. Intrarea lui Willem și Bartolomeo a făcut liniște. Erau asistați de interpretul lor, Abdallah. Willem / Guillaume a deschis dezbaterea declarând «Cine va crede și va fi botezat va fi mântuit, dar cine nu va crede va fi osândit». Și a insistat din nou asupra pedepselor eterne care ar fi suportate inevitabil de oricine respinge adevărata credință. Întrecerea oratorică care a urmat s-a îndreptat mai mult sau mai puțin spre deruta celor doi călugări occidentali, fără îndoială pentru că curtea care asista la spectacol nu era chiar imparțială, dar Batu a rămas binevoitor față de vizitatorii săi, le-a oferit lapte într-o ceașcă împodobită cu pietre prețioase, ceea ce era un semn de mare favoare. Această poveste spusă de Guillaume este verificată printr-o relatare făcută de regele Armeniei, Hethum I / Aiton I, unui alt călugăr pe nume Jacques Iseo.
În tot cazul, Batu nu era căpetenia supremă a mongolilor, iar relațiile cu regele Franței îi depășeau competența. Doar împăratul Mongku era calificat să răspundă la această problemă. Willem și Bartolomeo trebuiau să meargă la Karakorum, în nordul deșertului Gobi. Conduși de un negustor mongol bogat, Willem și Bartolomeo, îmbrăcați acum în blănuri, cu o căciulă tătară și cizme de pâslă, au părăsit Volga, la 16 septembrie 1253.
Potrivit povestrii, le-a luat doar două luni și jumătate pentru a ajunge la Karakorum, la peste 3.000 de kilometri distanță. E foarte puțin, chiar dacă călătoria le-a fost ușurată de serviciul poștal al Imperiului Mongol, pentru că au mai trebuit să străbată și trecătorile din munții Tarbagatai, ceea ce nu este o sarcină ușoară în toiul iernii.

### Întâlnirea cu împăratul Mongku (3 ianuarie 1254)
Willem și Bartolomeo au întâlnit hoarda lui Mongku înainte de sosirea la Karakorum. Mongku (sau Mangu), de 46 de an, era nepot al lui Genghis Han. Înainte să-i succeadă lui Güyük, în 1248, el a participat la campaniile mongole în Rusia. La Kiev, el ar fi căutat să salveze de la masacru bogățiile bizantine. Odată ajuns pe tron, după ce a descoperit un complot, s-a lansat într-o represiune sângeroasă în timpul căreia văduva împăratului Güyük, Oghul Qaimish, a fost cusută și sufocată într-un sac.
Willem și Bartolomeo au fost primiți de Mongku în palatul fiicei sale preferate, Cirina, creștină. Li s-a oferit alcool de orez. Toată lumea a băut mult, mai ales interpretul și împăratul, atmosfera era euforică, dar din acest prim contact, cei doi călători au obținut totuși permisiunea de a sta două luni la curte sau să meargă la Karakorum, la zece zile de mers. În fapt, ei au rămas în apropierea împăratului pe care au venit să-l evanghelizeze.
Hoarda lui Mongku era un turn de Babel care grupa, în afară de mongoli, populații, captive sau nu, venind din toate regiunile Imperiului. Păstori nomazi și războinici, la început analfabeți, cu puțini meșteșugari și puțini administratori, mongolii aveau obișnuința să utilizeze competențe exterioare, de oriunde ar fi venit, pentru a-și gestiona Imperiul.

### Șederea la Karakorum (1254)
Între timp, hoarda Mongku a pornit spre Karakorum. Au sosit la 5 aprilie 1254. Era prima oară când ambasadori occidentali creștini pătrundeau în oraș. Au fost întâmpinați, în mod solemn, de către nestorienii din oraș, veniți în procesiune în fața lor.
Willem compară Karakorum cu ceea ce cunoștea: „nu se compară cu Saint-Denis”, spune el; iar palatul Hanului „nu reprezintă nici jumătate din mănăstirea acestui oraș”. De fapt, construit de Ögödai după un proiect al lui Genghis Han, Karakorum era un oraș în plină expansiune construit pe un platou înalt, cu o climă dificilă și puțin lemn. Era locuit în principal de populații non-mongole deportate. Călătorul nostru explică faptul că hanul locuia acolo doar de două ori pe an, pentru a-și ține „petrecerile cu băutură”, de fapt adunările în care se adună șefii de clan și ambasadorii țăranilor afluenți. În restul timpului, el locuia în iurtă. Pe de altă parte, Willem a fost frapat de cartierul sarazinilor, plin de piețe, bazaruri, comercianți de tot felul, frecventat de ambasadori și de elegantii curții; de cartierul chinezesc mai sărac, locuit de meșteri, precum și de piețele în aer liber situate la cele patru porți ale orașului. Acolo soseau în fiecare zi 500 de căruțe cu provizii și turme imense și zgomotoase pentru hrana tuturor acestor oameni.

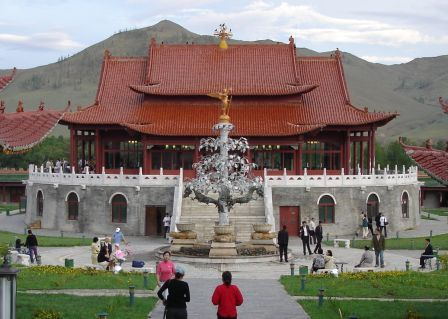
Reconstituire modernă a fântânii meșterului aurar Guillaume.

A doua zi după sosirea lor, Willem și însoțitorii săi au fost primiți de o lorenă, numită Pasha sau Paquette, răpită în Ungaria și deportată până la Karakorum. Aflată în serviciul unei dame mongole creștine, Paquette era căsătorită cu un rus care își făcea meseria de constructor de case, și de la care ea avea trei copii. Paquette le-a vorbit de un meșter aurar, pe nume Guillaume Boucher, al cărui tată ținea un butic la Paris pe pont au Change. Când se afla la Belgrad, în serviciul unui episcop normand, mongolii, care masacrau populațiile, însă cruțau meșteșugarii specializați, îl făcuseră prizonier. Ajuns la Karakorum, Mongku îl dăduse fratelui său mai mic, în serviciul căruia a rămas. Informat despre talentele meșterului aurar de către fratele său, Hanul i-a comandat meșterului Guillaume un arbore de argint pentru băuturi care să distribuie vin, cumâs și hidromel. Urmând recomandarea lorenei Paquette, Guillaume de Rubrock / Willem van Rubroeck a utilizat serviciile fiului adoptiv al meșterului aurar pentru a-i remedia incompetența interpretului. La plecarea fratelui Willem, meșterul aurar i-a dat acestuia o cruce lucrată cu minuțiozitate să i-o remită regelui Franței, fostul său suveran.
Fratele Willem / Guillaume, nu-și uită totuși misiunea. A notat că la Karakorum se află două moschei musulmane, o biserică nestoriană, douăsprezece temple budiste și taoiste. Toate aceste religii beneficiau de protecția mongolilor care încă practicau șamanismul. Fratele Guillaume a descris de altfel o ceremonie șamanistă.
În anturajul împăratului, Willem și Bartolomeo au descoperit lumea nestorienilor; aceștia exercitau funcțiile de interpreți, funcționari publici, miniștri, tutori ai copiilor regali. Se găseau și în birourile cancelariilor și în instanțele de judecată. Aveau o reputație execrabilă. Potrivit relatării lui Willeam, ei erau ceva mai lacomi, corupți și depravați decât media. Willem remarca prezența episcopilor care hirotonesc toți copiii de sex bărbătesc „chiar și pe cei care erau în leagăn... astfel încât, scrie el, printre nestorieni aproape toți bărbații erau preoți.”
Sergius, un fost țesător care pretindea că este călugăr armean, reușise să se dea drept vindecătorul uneia dintre soțiile lui Mongku, pe nume Cotta. Își comandase un tron episcopal, mănuși, o mitră din pene de păun împodobită cu o cruce de aur, avusese un stindard împodobit cu cruci pictate, pe care îl ducea în procesiune prin tabără, atașat de un fel de suliță surmontată de o cruce. Se dovedise incredibil de brutal cu sarazinii, pe care îi numea câini și îi copleșea cu lovituri cu bici. Chemat la un nestorian muribund, acest Sergius îl călcase în picioare cu furie, lăsându-l mort, apoi se lăudase că l-a ucis, prin rugăciunile sale, ca dușman al adevăratei credințe. Astfel de impostori, care se înghesuiau din toate colțurile lumii, roiau în hoarda lui Mongku. Toți aceștia discreditau creștinismul.
Prizonieri catolici, din Occident, veneau să se spovedească lui Guillaume Willem: unii au furat de la stăpânii care nu le dau mâncare și îmbrăcăminte. Fratele Guillaume / Willem îi liniștea. „Nu ați păcătuit în conștiință; poți lua din proprietatea stăpânilor tăi ceea ce este necesar pentru a trăi.” Alții erau soldați. Acestora le interzicea să lupte împotriva creștinilor.
Întâlnirile dintre Guillaume / Willem și creștinii din Karakorum erau publice, iar Mongku, care era informat despre ele, nu a organizat represalii. El a decis să organizeze o controversă între musulmani, idolatri, budiști și catolici. Aceasta a avut loc în ajunul Rusaliilor. Controversaliștii / Controversiștii au trebuit să promită că nu vor folosi „cuvinte dezagreabile sau jignitoare pentru oponenții lor și nici să provoace vreun scandal care ar putea împiedica această conferință, sub pedeapsa cu moartea”. »
Rubrouck spune că nestorienii i-au cerut să vorbească în numele lor. A întâlnit mai întâi un reprezentant budist, una dintre celebritățile Chinei. El povestește că a câștigat atât de repede în privința unității și atotputerniciei lui Dumnezeu, încât sarazinii au izbucnit în râs, dar notează însă că acest succes în elocvență nu a declanșat nicio convertire. Nestorienii și musulmanii cântau împreună, budiștii taceau, iar în final toată lumea a băut „copios”. După cum scria Bernard de Vaulx: „Cu tristețe, franciscanul și-a văzut dispărând visele de a fi apostol. »
A doua zi după controversă, Willem / Guillaume a fost primit de Mongku în același timp cu adversarul său budist. Rubrouck relatează astfel cuvintele lui Mongku: „Noi mongolii credem că există un singur Dumnezeu prin care trăim și prin care murim și avem o inimă dreaptă pentru el... a dat mâinii mai multe degete, așa cum a dat oamenilor mai multe căi. Dumnezeu v-a făcut cunoscute Sfintele Scripturi, iar voi, creștinii, nu le respectați... El ne-a dat ghicitori. Facem ce spun ei și trăim în pace...” În cele din urmă, Mongku a închis dezbaterea și le-a spus celor doi călugări că este timpul ca ei să plece. I-a cerut lui Willem să-i transmită cuvintele și scrisorile în Occident. Willem a fost de acord, dar a refuzat orice cadou. Mongku l-a asigurat că va fi binevenit din nou dacă regele său îl va trimite într-o altă misiune.

## Epilog
Revenit în Saint-Jean-d'Acre, Willem i-a trimis notele sale manuscrise regelui său, Sfântul Ludovic. Acestea constituie o mărturie asupra țărilor străbătute, a populațiilor acestora și asupra descoperirii unei alte culturi de către un occidental din secolul al XIII-lea. 
„Când am intrat printre ei, a spus Guillaume despre mongoli, cu adevărat mi s-a părut că am intrat în altă lume.”
 Întors la Paris, se pare că Guillaume de Rubrouck l-a întâlnit pe savantul franciscan, Roger Bacon, care era exilat de Universitatea Oxford din cauza ideilor sale considerate heterodoxe. Impresionat de relatarea lui Rubrouck, Bacon a încorporat extrase mari din aceasta în enciclopedia sa științifică „Opus majus”. Scrisoarea lui Guillaume de Rubrouck a fost publicată pentru prima dată în limba franceză în 1634, apoi, în mod științific, de franciscanul Van den Wyngaert în 1929.
Guillaume de Rubrouck a trăit cel puțin până în 1295.

## Călătorie în Imperiul Mongol
Călătorie în Imperiul Mongol este titlul raportului misiunii stabilit de Willem / Guillaume pentru regele Ludovic al IX-lea.
Acest raport, în ciuda marilor sale calități, a fost puțin difuzat.
De fapt, acest raport nu a avut șansa, cum au avut cele ale lui Jean de Plan Carpin sau Simon de Saint-Quentin, să figureze în cea mai bogată dintre enciclopediile medievale, Speculum Historiale de Vincent de Beauvais, a cărei redactare s-a încheiat în 1253.
Totuși, a fost cunoscut de Roger Bacon, care l-a utilizat în lucrarea sa Opus Majus.
Henry Yule, specialist în Marco Polo, din secolul al XIX-lea, i-a adus un strălucitor omagiu lui Rubrouck:
„Povestirea lui, prin caracterul bogat în detalii, prin vivacitatea imaginilor, acuitatea observației și bunul simț robust, mi se pare că constituie o carte de călătorii mai corectă decât orice serie de capitole de Marco Polo; o carte cu siguranță căreia nu i s-a făcut niciodată dreptate pentru că puține sunt superioare ei în toată istoria Călătoriilor.”
Cinci manuscrise ale călătoriei lui de Rubrouck sunt cunoscute actualmente:
- Corpus Christi College, Cambridge, ms° 181. Cel mai vechi și mai bun. Utilizat de Van den Wyngaert pentru ediția sa. Manuscrisul cuprinde și Historia Mogolarum quod nos Tartaros appellamus de Jean de Plan Carpin;
- Corpus Christi College, Cambridge, ms° 66. Manuscrisul reunește 26 de texte pe tema Imago mundi;
- Corpus Christi College, Cambridge, ms° 407. Textul este incomplet. Manuscrisul cumprinde și povestirea călătoriei lui Odoric de Pordenone;
- British Museum, Reg 14 C. XIII. Manuscris incomplet. A fost utilizat de Richard Hakluyt pentru stablirea ediției sale latine și a traducerii engleze în 1598;
- Universitatea din Leyda, n° 77, copie fidelă a ms° 181.

## Izvoare
- Grousset, René (1970). The Empire of the Steppes. Tradus de Naomi Walford. New Brunswick: Rutgers University Press. ISBN 978-0-8135-1304-1.
- Hakluyt, Richard (1599). „The iournal of frier William de Rubruquis a French man of the order of minorite friers, unto the east parts of the worlde A. Dom. 1253”. The Principal Navigations Voyages Traffiques and Discoveries of the English Nation (în engleză și latină). 1. London: George Bishop, Ralph Newberie, and Robert Baker. pp. 71–92 Latin text, 93–117 English translation. Based on British Library MS Royal 14.C.XIII Fol. 225r-236r and thus ends prematurely.
- Jackson, Peter; Morgan, David (1990). The Mission of Friar William of Rubruck: His Journey to the Court of the Great Khan Möngke, 1253-1255. London: Hakluyt Society. ISBN 978-090418029-9.
- Michel, Francisque; Wright, Thomas (1839). „Voyage en Orient du Frère Guillaume de Rubruk”.  În d'Avezac-Macaya, M.A.P. Recueil de Voyages et de Mémoires (în franceză și latină). 4. Paris: Société de Geographie. pp. 205–396. A critical edition of the Latin text on pp. 213–396.
- Rockhill, William Woodville (1900). The Journey of William of Rubruck to the Eastern Parts of the World, 1253-55. London: Hayklut Society.
- Acest articol conține text din Yule, Henry (1911). „Rubruquis, William of”.  În Chisholm, Hugh. Encyclopædia Britannica. 23 (ed. 11). Cambridge University Press. pp. 810–812., o publicație aparținând domeniului public.